# Wilhelm Büchner (Politiker, 1880)
Wilhelm Karl Josef Büchner (* 1. Oktober 1880 in Schwetzingen; † 16. November 1960 in Freiburg im Breisgau) war ein deutscher Bauingenieur und Politiker der Zentrumspartei.

## Leben und Beruf
Büchner wuchs als Sohn eines Kanzleirats auf. Nach dem Besuch der Volksschule und des Gymnasiums studierte er an der Hochschule Karlsruhe. 1902 legte er dort das Staatsexamen als Bauingenieur ab. Anschließend absolvierte er ein Praktikum im Kulturbauamt Freiburg und leistete einen einjährigen Militärdienst als Freiwilliger ab. Danach war er in den Wasser- und Straßenbauämtern in Rastatt und Überlingen, als Hilfsreferent in der Baudirektion Karlsruhe sowie im Rheinbauamt und Kulturbauamt in Offenburg tätig. Im Ersten Weltkrieg war er als Soldat im Einsatz, ab 1917 als Hauptmann. Nach dem Krieg wechselte er nach Emmendingen, wo er Mitarbeiter im Wasser- und Straßenbauwesen war, später stieg er zum Regierungsbaurat auf.
1934 trat Büchner in den Ruhestand und ließ sich in Freiburg nieder. Am 23. August 1944 wurde er im Rahmen der „Aktion Gewitter“ von der Gestapo verhaftet. Aus dieser Haft wurde er sechs Tage später entlassen.

## Politik
Büchner gehörte er der Zentrumspartei an. Er gehörte dem Gemeinderat von Emmendingen und den Kreistag in Freiburg an. 1925 wurde er in den Badischen Landtag gewählt. Aus diesem schied er am 12. Juli 1928 vorzeitig aus.
Im Januar 1928 wurde er zum Bürgermeister von Mannheim gewählt. Im Juli 1933 wurde er aus politischen Gründen aus diesem Amt entlassen.